# Zderaz (Praha)
Zderaz (německy Zderaz) je zaniklá osada na území dnešního Nového Města v Praze. Stávala na Břežské skále táhnoucí se až k Vltavě, jež byla spolu s okolní zástavbou odstraněna během velké pražské asanace kolem roku 1900. Dnes ji připomíná ulice Na Zderaze, vedoucí od Myslíkovy ulice k ulici Resslově.

## Historie
Místní název Zderaz se podle pověsti odvozuje od Zderada, jména družiníka krále Vratislava. Podle vyprávění renesančního kronikáře Václav Hájka z Libočan zde byl, po zabití princem Břetislavem za urážku během obléhání Brna roku 1091, pochován v kapli sv. Petra a Pavla, kterou měl založit už roku 899 kníže Bořivoj. Zderadův syn Letoslav kapli přestavěl na kostel svatých Petra a Pavla. Nespolehlivé Hájkovo vyprávění i samotnou Letoslavovu existenci však zpochybnil historik David Papajík. Na sklonku 12. století zde český velmož Hrabiše II. nebo jeho hypotetický syn Hrabiše III. Hrabišic založil zderazský klášter křižovníků strážců Božího hrobu řehole svatého Augustina. V roce 1228 jejich potomek Kojata IV. Hrabišic křižovníkům daroval velkou část svých majetků, včetně lokalit kolem Zderaze a osady Mostu. Kojata se svým bratrem Všeborem IV. nedaleko Zderaze založili také románský kostel svatého Václava.

## Zachovalé a zaniklé památky
Připomínkou na zaniklou osadu jsou dva chrámy: kostel svatého Václava, a kaple Božího hrobu z let 1715-1721, která stojí ve dvoře obestavěna budovami ČVUT. Ke kostelu přiléhal z východní strany hřbitov, z jihozápadu klášterní budovy řádu bosých augustiniánů, později spojené se zderazským Hrádkem a nakonec využívané jako trestnice. Augustiniáni také využívali klášterní budovy křižovníků Strážců Božího hrobu s kostelem sv. Petra a Pavla. Po asanaci z roku 1905 se dochoval pouze farní kostel sv. Václava a kaple Božího hrobu.
Hrádek na Zderaze stával na Břežské skále pod kostelem svatého Václava. Byl postaven Václavem IV. kolem roku 1380. V době husitských bouří sloužil jako rezidence legáta basilejského koncilu. V 16. století značně zpustl. Roku 1627 je získal řád bosých augustiniánů od kostela svatého Václava, kteří jej připojili ke svým pozemkům a přestavěli na klášter. Roku 1890 zde vznikla trestnice a v letech 1901–1905 bylo vše zbořeno a hradní skála byla odlámána.
Svatováclavské lázně se nacházely zhruba mezi Karlovým náměstím a Václavskou ulicí. Voda zde pramenila na zahradě za domem a byla údajně léčivá. Podle jedné z legend je nechal vystavět císař Karel IV. při budování Nového Města pražského a z úcty k tradici je nazval Svatováclavské. Lázně byly veřejné a z dnešního hlediska velmi primitivně zařízené. Voda byla personálem do budovy donášena v putnách, zde ohřívána a pak vlévána do jednotlivých van. Roku 1844 byly přestavěny a zmodernizovány, vznikla i prostorná shromažďovací síň. 11. března 1848 se tady konalo veřejné shromáždění pražského lidu, na kterém byla vypracována a schválena petice k císaři. Ta požadovala vytvoření státoprávního celku ze zemí české koruny, národní rovnoprávnost, zrušení poddanství, vlastní obecní samosprávu a rovněž svobodu tisku, shromažďování a náboženského vyznání. Petice, následná shromáždění a další akce byly událostmi revolučního roku 1848. Budovy lázní byly později prodány v exekuční dražbě a zbourány.
Na sever od kostela svatého Václava, v místech ulice Na Zbořenci, stával v klášteře řádu Křižovníků strážců Božího hrobu kostel svatého Petra a Pavla od architekta Jana Blažeje Santiniho, který byl zbořen roku 1905 a ze kterého se dochovala druhá kaple Božího hrobu v této části Prahy. Spolu s kaplí z klášterních budov se dochovalo proboštství, které využívá České vysoké učení technické, a zbytky ambitu v přilehlých domech. Ke klášteru byl později přistavěn Emeritní dům pro zestárlé kněze.
Chrám svatých Cyrila a Metoděje je dalším památným místem. Byl postaven ve 30. letech 18. století jako barokní římskokatolický kostel svatého Karla Boromejského. Dne 29. září 1935 byl kostel slavnostně zasvěcen svatým Cyrilu a Metodějovi a stal se pravoslavným katedrálním kostelem, hlavním chrámem Metropolitní rady České pravoslavné eparchie. Za druhé světové války byl dějištěm posledního odporu českých parašutistů, atentátníků na Reinharda Heydricha. Stojí na rohu ulic Resslovy a Na Zderaze. Ze severovýchodu zasahuje do dvora ČVUT.

## Fotografie

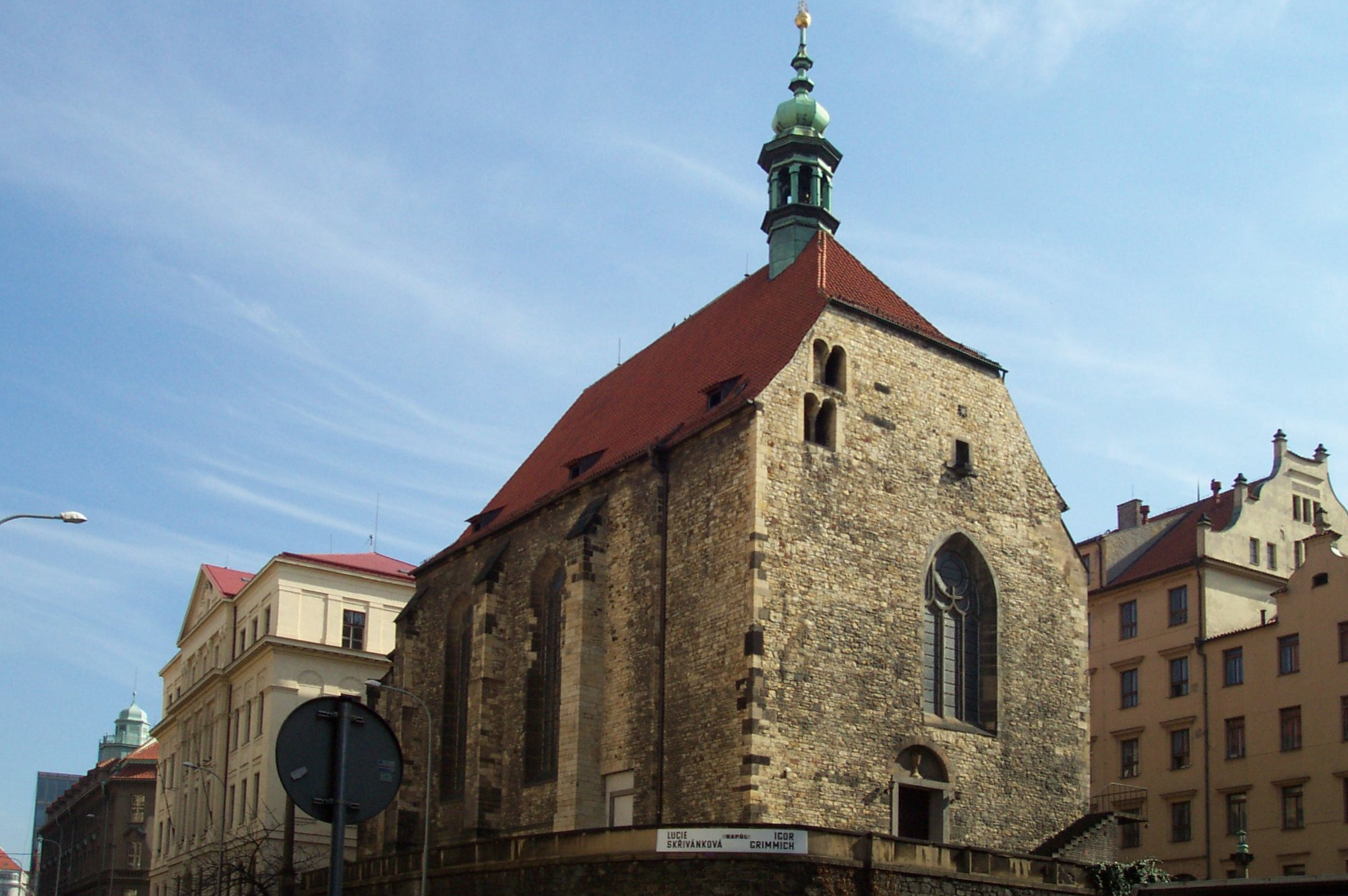
Kostel svatého Václava
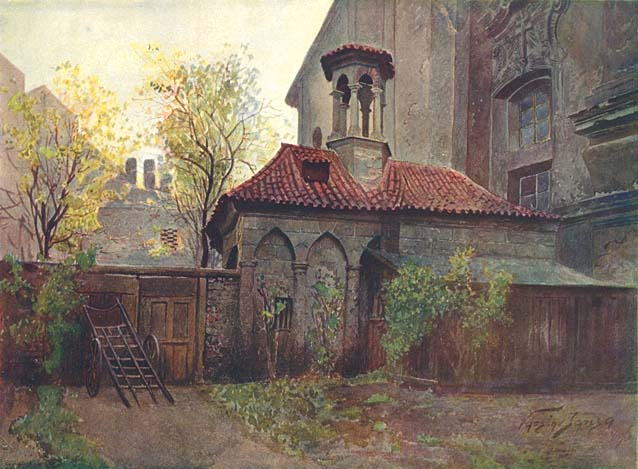
Kaple Božího hrobu u kostela sv. Petra a Pavla
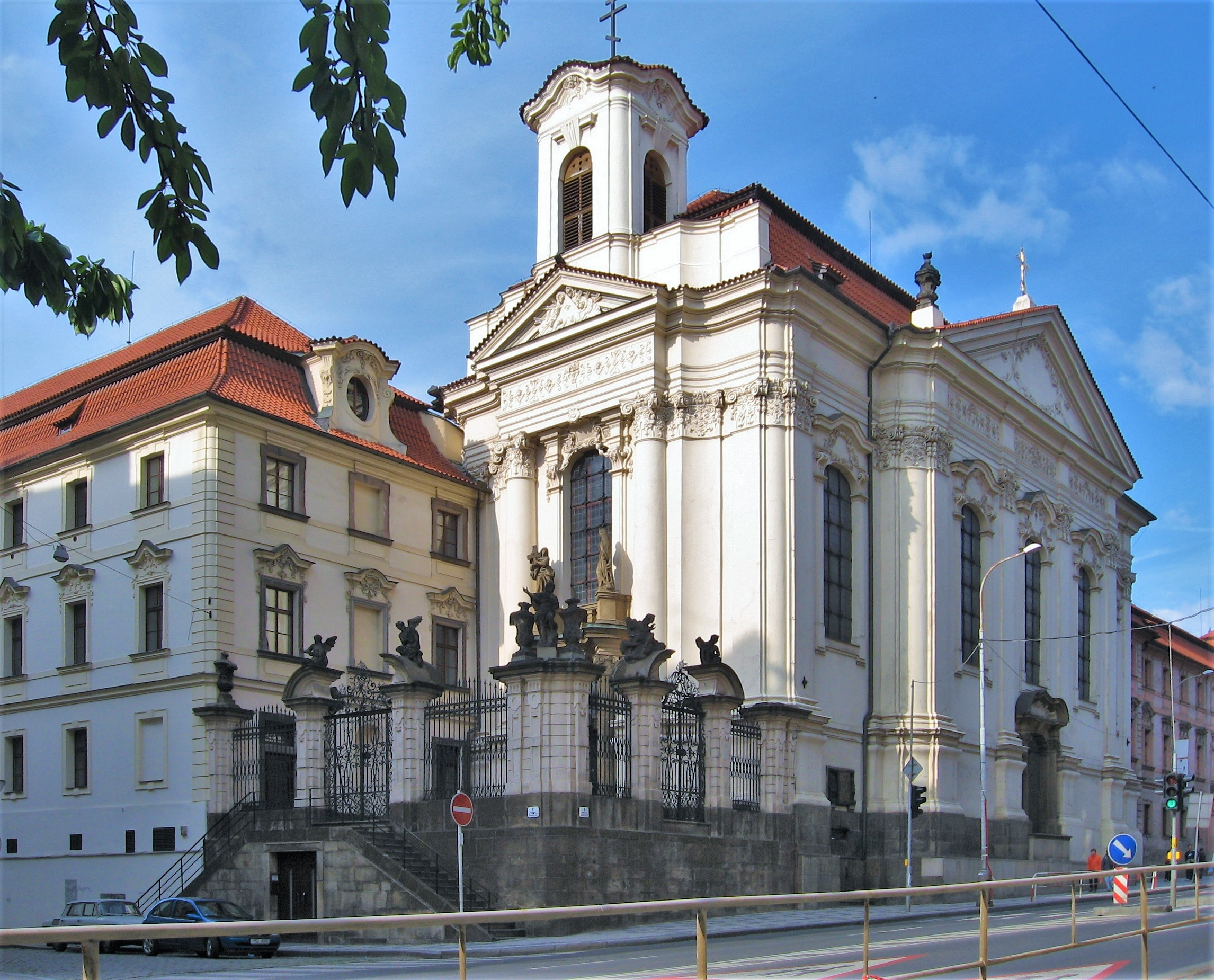
Chrám svatých Cyrila a Metoděje
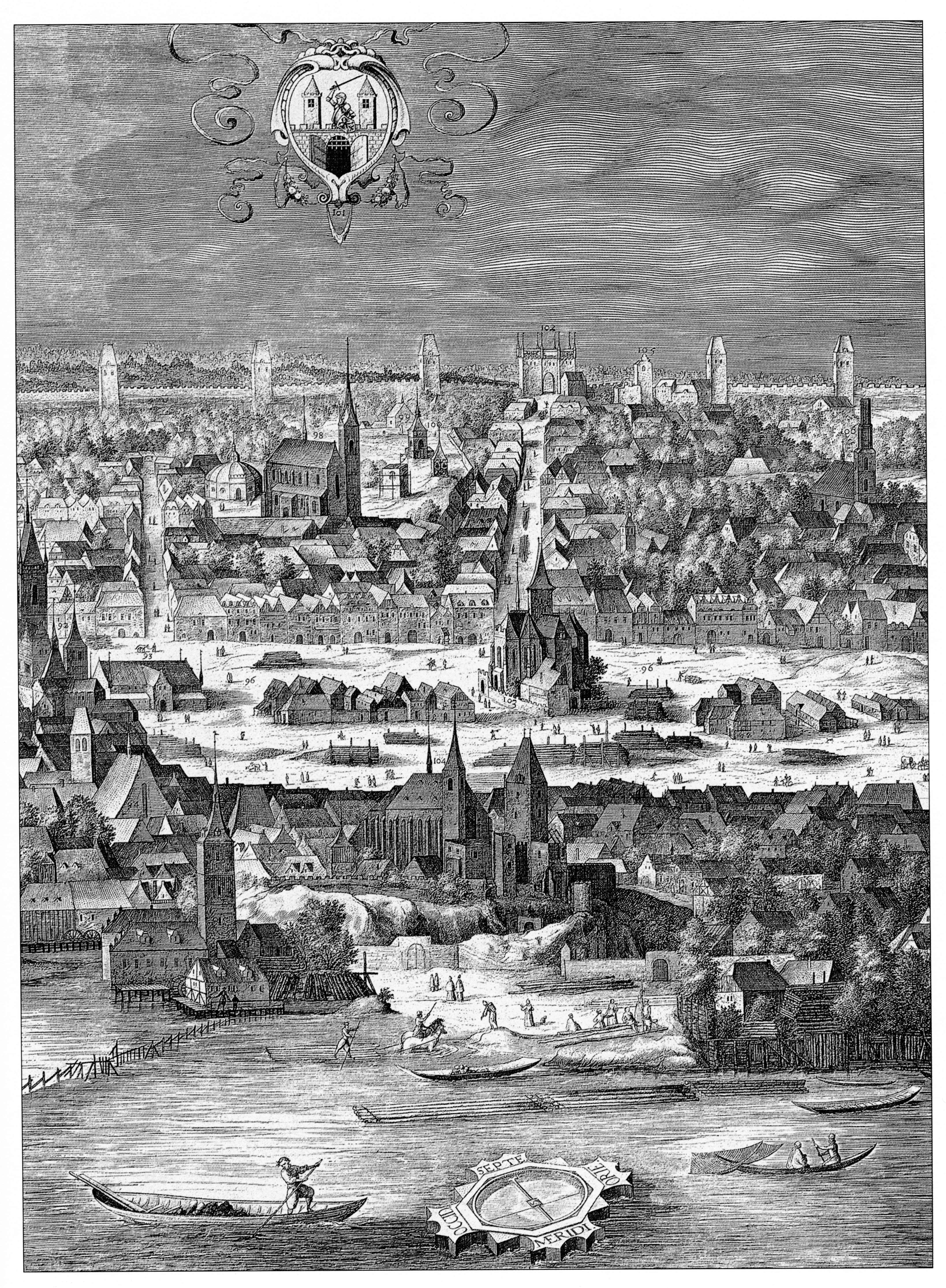
Zderaz s Hrádkem (Sadelerův prospekt)
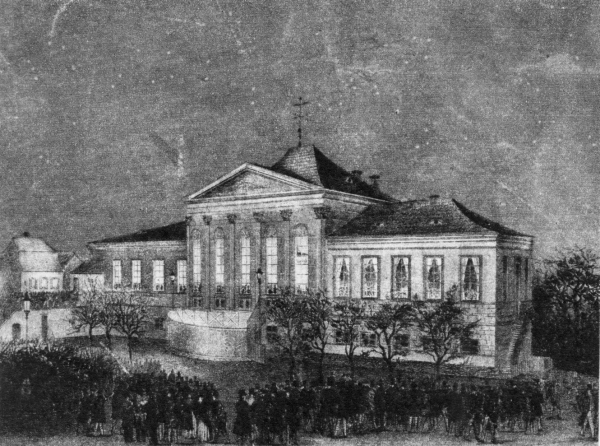
Svatováclavské lázně